# Свети преподобни Спиридон и Никодин
Свети преподобни Спиридон и Никодин Просфорник, или Спиридон и Никодин Печерски су монаси и просфорници у Кијево-печерског манастира  и преподобни светитељи Руске православне цркве 12. века.

## Биографија
О Спиридоновом детињству и световном животу практично нема сачуваних података, а остали биографски подаци о њему су веома оскудни и фрагментарни; зна се само да је по рођењу био сељак и да је дошао у Кијево-печерски манастир под игуманом Пименом (1132-1141), који је био одређен да заједно са монахом Никодимом пече просфору.
Стигавши у манастир потпуно неписмен, Спиридон Печерски убрзо је, иако више није био млад, научио да чита богослужбене књиге и, према „Енциклопедијском речнику Броцкхауса и Ефрона“, знао је „цео псалтир напамет“ .
Према житију, једног дана се кров Спиридонове ћелије запалио од варнице из пећи. Затим је огртач покрио пећ и, завезавши рукаве кошуље, отрчао по воду и позвао манастирску братију да помогну у гашењу пожара. Сабравши се, монаси видеше чудо: мантија којом је Спиридон покрио пећ није дотакнута огњем, а вода није истицала из косе ризе, захваљујући чему је ватра брзо уклоњена.
Спиридон Просфорник је умро 1148. године. Његове мошти почивају у Антонијевој пећини Кијевопечерске лавре.
Спомен светитеља празнује се 31. октобра. Предање о монасима Спиридону и Никодиму Печерским стављено је у друго писмо монаха Поликарпа архимандриту Печерском Акиндину.